# DOK (discotheek)

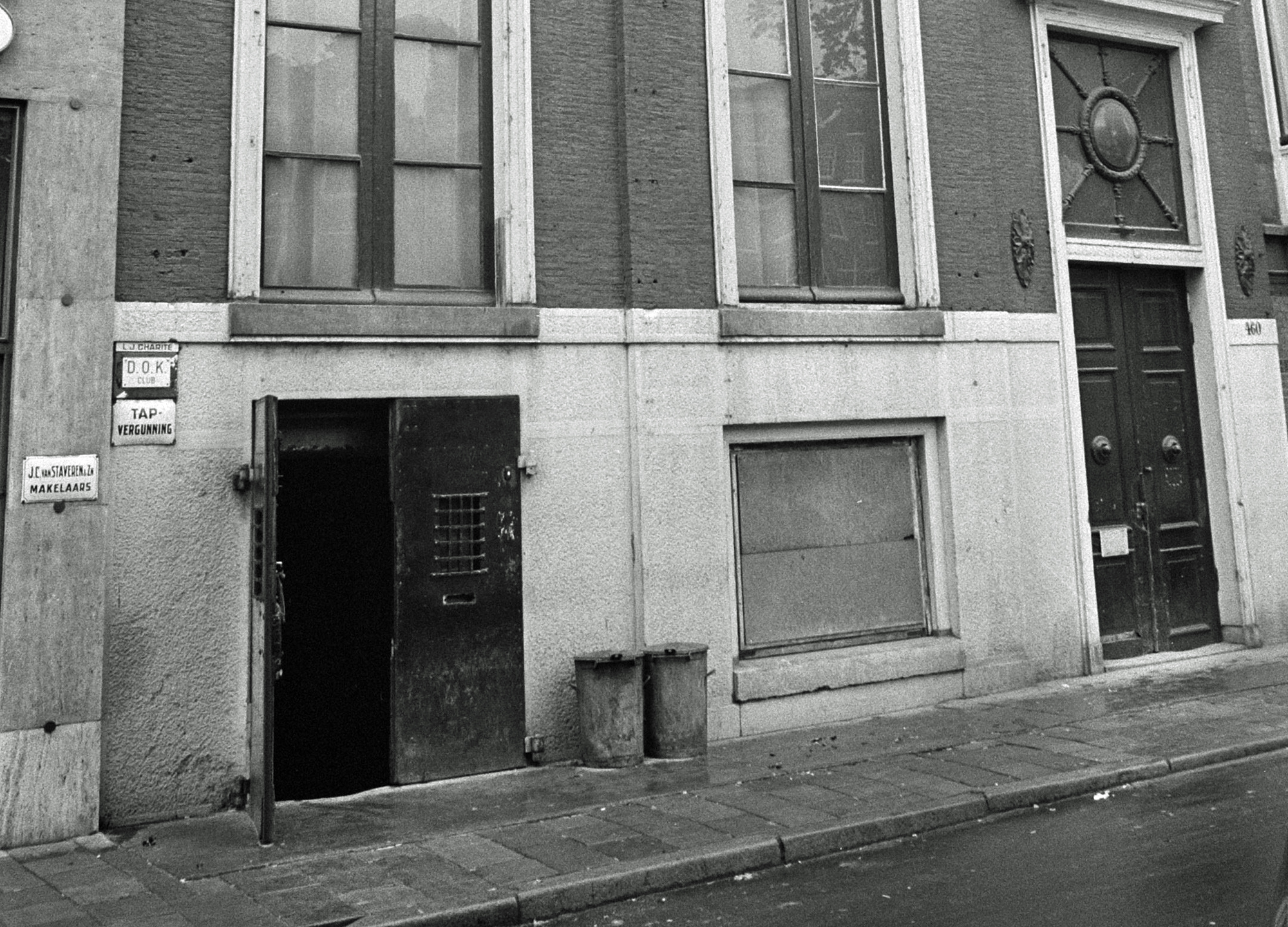
De ingang (links) van het DOK onder het Odeongebouw aan het Singel in Amsterdam (foto uit 1972)

Het DOK (De Odeon Kelder, ook afgekort tot D.O.K.) was een homodiscotheek die van 1952 t/m 1989 gevestigd was in de kelder van Odeon aan het Singel in Amsterdam. Het DOK was de eerste en jarenlang de grootste homodisco in het naoorlogse Europa, trok al vanaf de jaren vijftig talrijke buitenlandse bezoekers en droeg daarmee bij aan de positie van Amsterdam als homohoofdstad.

## Voorgeschiedenis en overname
Voor bijeenkomsten van leden kon het COC al sinds kort na haar oprichting in 1946 over diverse kleine, maar regelmatig wisselende ruimtes beschikken die daarmee als de sociëteit van de vereniging dienstdeden. Omdat behoefte was aan een grotere ruimte, opende de ondertussen opgerichte afdeling Amsterdam op 6 september 1952 een nieuwe sociëteit in de kelder van het monumentale Odeongebouw aan het Singel 460, dat destijds een veilinghuis was.
De kelder, die tijdens de Tweede Wereldoorlog een "Beierse" bierkelder was geweest, bestond uit een donkere, overwelfde en langgerekte ruimte van circa 8 bij 40 meter. Er kwamen twee bars met in het midden een dansvloer en zowel voor- als achterin tafels met banken. De aankleding bleef nogal kitscherig, met schilderijtjes aan de muren, oosterse kleedjes op de tafels en ouderwetse schemerlampjes.
Het DOK werd al snel een populaire homo-uitgaansgelegenheid en in juni 1954 wist Lou Charité, de penningmeester van het COC, op slinkse wijze de exploitatie van de lucratieve sociëteit op zijn eigen naam te zetten. Dit leidde tot een heftige ruzie met het COC, dat per 1 januari 1955 het DOK moest verlaten, maar al op 19 juni 1955 een nieuwe sociëteit onder de naam De Schakel opende aan de Korte Leidsedwarsstraat 49.
Tegelijkertijd richtte Charité naar het voorbeeld van het COC een eigen vereniging op onder de naam De Odeon Sociëteit (DOS), later De Odeon Kring (DOK) geheten. Hij verhuurde vervolgens de Odeonkelder nagenoeg kosteloos aan deze vereniging, die ook de onontbeerlijke drank- en dansvergunningen kreeg, waar Charité zelf niet voor in aanmerking kwam omdat tegen hem een strafrechtelijk onderzoek liep op grond van art. 248-bis.

## Formaliteiten
Tot een verzoening tussen het COC en De Odeon Kring is het nooit gekomen en van het lidmaatschap van laatstgenoemde vereniging bleef al spoedig niet veel meer over dan toegang tot de homodancing. Mensen die geen lid van het DOK waren, met name de buitenlandse bezoekers, konden een daglidmaatschapskaart kopen.
In de jaren vijftig beschikten De Schakel en het DOK elk over een van de zeer schaarse nachtvergunningen, wat betekende dat ze op vrijdag en zaterdag tot 3.00 uur en op weekdagen tot 2.00 uur 's nachts open mochten blijven. In 1984 was het DOK op vrijdag en zaterdag van 23.00 - 6.00 uur en doordeweeks van 23.00 - 5.00 uur geopend en kostte een daglidmaatschap 2,50 gulden, maar kon voor 10 gulden ook een lidmaatschap voor 3 maanden gekocht worden.
Bovendien werd in beide sociëteiten ook het dansen door paren van gelijk geslacht door de politie gedoogd, met name om te voorkomen dat ze op straat onzedelijkheden zouden bedrijven of problemen met heteropubliek zouden krijgen. Op grond van artikel 248-bis van het Wetboek van Strafrecht was het DOK aanvankelijk alleen toegankelijk voor mannen van 21 jaar of ouder, wat de zedenpolitie ook regelmatig kwam controleren.

## Karakter
Had het COC met haar sociëteit vooral ontmoeting, educatie en emancipatie voor ogen, Lou Charité ging het in de eerste plaats om het plezier van de bezoekers en hij wist de club daarmee tot een groot succes te maken, ook financieel. Hij liet niet alleen snel nieuwe populaire muziek toe, maar oogluikend ook het roken van hasj en de elders vaak geweigerde leermannen. Anders dan in veel homocafés waren in het DOK ook lesbiennes en tolerante, vaak artistieke hetero's welkom. Op feestdagen organiseerde Charité grootse feesten, waarvoor de bezoekers in lange rijen stonden.
Het DOK werd in de jaren vijftig en zestig internationaal bekend en trok homoseksuele bezoekers uit Europa, Amerika en de rest van de wereld. Deze toeristen uit het buitenland, maar ook uit de rest van Nederland, bevolkten het DOK vooral tijdens de weekends, de feestdagen en de vakanties. Het Amsterdamse publiek kwam vooral doordeweeks, wanneer het DOK de enige plek was waar men na 3.00 uur nog kon dansen of iemand kon versieren.
Ook talrijke bekende (homoseksuele) artiesten bezochten het DOK, zoals bijvoorbeeld Mathilde Willink, Christopher Isherwood, Rudolf Noerejev, Elton John, David Bowie, Freddie Mercury en George Michael. Sommige traden er ook op: Grace Jones, Divine en Sylvester. Anders dan de roemruchte discotheek iT, die in 1989, een half jaar na de sluiting van het DOK, werd geopend, maakte het DOK nog geen mediaspektakel van zijn beroemde gasten.
In de bijna 37 jaar dat het DOK bestond, kwamen homo's in bijna al hun verschijningsvormen hier voorbij: aanvankelijk de geklede oudere heren, vergezeld van hun jongere vriendjes, later de alternatieve hippies en de stoere homomannen, gekleed als houthakkers, bouwvakkers of vliegeniers, en ten slotte in de laatste jaren de travestieten en prostitués. Evenzo uiteenlopend was de muziek: van klassieke walsen tot moderne disco.

## Vernieuwing en einde
Lou Charité verkocht het DOK in 1981 aan Rob Frisch en Jac Sminia. Zij vervingen de oude aankleding uit de beginjaren door een lichter, meer trendy interieur met spiegels, natuursteen en, regelmatig wisselende, muurschilderingen in de achterzaal. De discotheek was gedurende een groot deel van de jaren tachtig een populaire uitgaansgelegenheid onder vooral jongere homo's en studenten, die, in de woorden van Frisch en Sminia, "hielden van het decadente sfeertje dat er hing".
Tegen het eind van de jaren tachtig kwam er concurrentie van nieuwe (homo)discotheken: zo opende in 1987 de avantgardistische RoXY aan het Singel en in 1988 de Exit in de Reguliersdwarsstraat. Hierdoor verloor het DOK de monopoliepositie van weleer, als uitgaansgelegenheid waar homo's van allerlei slag samenkwamen. Doordat de horecavoorschriften eind jaren tachtig strenger werden kwamen er bovendien steeds meer klachten over geluidsoverlast, met name door de vestiging van hotel The Waterfront in een naastgelegen pand dat voorheen voor kamerverhuur en als coffeeshop werd gebruikt. Hierdoor werd het DOK meermalen gedwongen om uren eerder te sluiten, waardoor het uitgaanspubliek de eens zo vermaarde zaak de rug toekeerde.

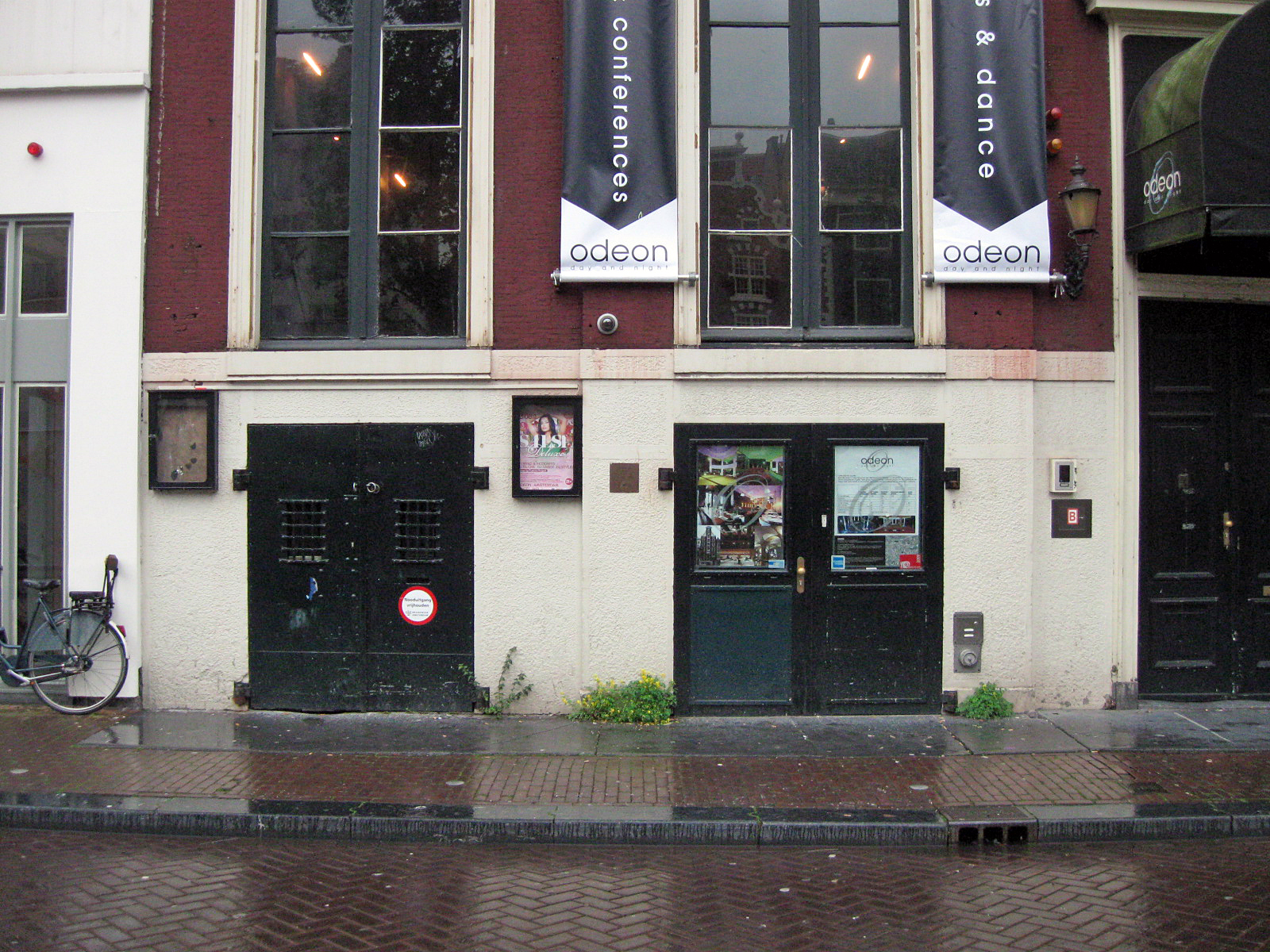
De vroegere ingang (geheel links) van het DOK onder het Odeongebouw (foto uit 2011)

Er volgde een, verhoudingsgewijs gering, faillissement met de bierbrouwer als grootste schuldeiser, en op 14 maart 1989 werd het DOK gesloten. Frisch en Sminia constateerden ietwat bitter dat ze hun publiek de laatste jaren "zo'n beetje hadden klaargestoomd voor de RoXY". Na het faillissement van het DOK werden door de bierbrouwer in de kelder de lang gewenste bier-opslagtanks aangelegd, waardoor het bovengelegen Odeon voortaan met een tankwagen bevoorraad kon worden en het Singel niet meer de halve vrijdagmiddag voor het uitladen van biervaten hoefde te worden geblokkeerd.
In 1999 werd vergeefs geprobeerd het DOK weer nieuw leven in te blazen, doch alleen op de woensdagavond. De heropening werd nog druk bezocht, maar uiteindelijk bleek het nieuwe initiatief, mede door de keuze van de avond, geen groot succes. Ook een vanaf eind 2009 geplande wekelijkse DOK-revival party op de zaterdagavond in Odeon werd geen succes. Later was de Odeonkelder in gebruik als brasserie van het Odeon Theater en in 2015 openden de vroegere chefs van Bridges en Bord'Eau hier een Frans restaurant.